# Stigmachrysa kervillei
Stigmachrysa kervillei är en insektsart som först beskrevs av Luisa Eugenia Navas 1925.  Stigmachrysa kervillei ingår i släktet Stigmachrysa och familjen guldögonsländor. Inga underarter finns listade i Catalogue of Life.